# Anguilliformes
Gli anguilliformi (Anguilliformes) sono un ordine di pesci caratterizzato da specie con corpo serpentiforme. Sono spesso privi di pinne ventrali, mentre hanno una pinna dorsale e anale molto allungate; le pinne pettorali sono piccole e arrotondate. La maggior parte di essi sono animali marini; solo le anguille crescono in acqua dolce e migrano in mare per la riproduzione. La larva, molto diversa dall'adulto, si chiama leptocefalo.

## Sottordini
- Anguilloidei
- Congroidei
- Muraenoidei